# Zamczysko (skały)
Zamczysko (niem. Altes Schloss 1080 m n.p.m.)  – skały położone w Sudetach Zachodnich.
Skały w Karkonoszach, w dolinie  doliny Myi w górnej jej części, trochę powyżej Szwedzkich Skał. Przed 1945 były pomnikiem przyrody. 